# 富山ダイハツ販売
富山ダイハツ販売株式会社（とやまダイハツはんばい）は、富山県富山市に本社を置く、ダイハツ工業の販売会社である。品川グループ傘下の企業でもある。

## 概要
出典→
- 本社 - 富山県富山市千歳町二丁目5番26号
- 創立 - 1917年（大正6年）10月1日
- 資本金	- 2,000万円
- 代表者 - 荻原道郎
- 従業員数 - 193名（2023年3月31日時点）
- 平均年齢 - 37.7才（2023年3月31日時点）
- 売上高 - 112億円（2023年3月期）
- 年間販売台数 - 新車6,467台、中古車1,364台（いずれも2023年3月期）

## 店舗網
出典→
- 富山店
- グランジュエル富山今泉店
- 富山南店
- 高岡店
- 高岡南店
- 魚津店
- 砺波店

## 沿革
- 1917年10月1日 - 品川グループの始祖である品川自動車商会が創立[3]（公式ではこの日を創業日としている[2]）。
- 1932年7月15日 - 品川自動車株式会社を設立（上新川郡島村新庄野81番地に本社、富山市上り立町5番地に営業所を設置する）。東京安全自動車株式会社と富山県総代理店契約を結び、クライスラー社のダッチブラザーズとプリムスの販売、フォード社並びにゼネラルモーターズ社（シボレー）の部品販売に進出[4]。
- 1933年1月9日 - 貨物自動車の運輸営業の免許を取得[4]。
- 1937年8月27日 - 本社および高岡支店、日産自動車と特約販売店契約を締結[5]。
- 1940年 - 三菱重工業（現・三菱自動車）と特約販売店契約を締結[5]。
- 1943年 - 休業[6]。
- 1946年
  - 1月31日 - 登記回復し、本社を富山市開81番地に置く[6]。
  - 9月 - 発動機製造（現・ダイハツ工業）と富山県総代理店契約。同時に、中央ゴム工業（現・住友ゴム工業）の富山県総代理店契約を締結[6]。
- 1947年7月6日 - 富山トヨタ販売と共に本社を東田地方50番地に移転[6]。
- 1948年5月10日 - 東京都台東区上野桜木町14番地に東京支店を開設[7]（1955年3月9日廃止[8]）。
- 1956年12月15日 - 本社を富山市東田地方5番地（後の東田地方一丁目5番16号）に移転[8]。
- 1959年1月30日 - 現社名の『富山ダイハツ工業』に改称[8]。
- 1965年4月1日 - 高岡支店開設[9]。
- 1967年2月1日 - 品川商事にダンロップタイヤの営業権を譲り受ける[9]。
- 1968年
  - 8月 - 八尾営業所を開設[9]。
  - 11月 - 現在地近くに魚津営業所を開設[9]（なお、1966年時点の魚津営業所は村木に所在していた[10]）。
- 1970年
  - 3月7日 - 高岡支店サービス工場、指定自動車整備事業免許を取得[11]。
  - 10月16日 - 本社を富山市田中町10ｰ16（現・富山市田中町5-2-1）に移転新築（鉄筋3階建ての社屋が竣工）[11][12]
- 1971年3月16日 - 本社サービス工場、指定自動車整備事業免許を取得[11]。
- 1972年9月 - 砺波営業所を開設[11]。
- 1977年10月 - 富山中古車センター開設[13]。
- 1984年1月7日 - 高岡南営業所を開設[14]。
- 1987年6月21日 - 掛尾営業所を開設[15]。
- 1988年11月21日 - ダイハツ工業のADVANS-21導入[15]。
- 1995年12月24日 - 本社社屋、ショールーム増改築[16]。
- 1997年8月25日 - 八尾営業所を売却[17]。
- 1998年1月7日 - 八尾、掛尾両営業所を統合し、富山南営業所を開設[17]。
- 2002年4月1日 - 品川厚生年金基金に加入。同時に店舗呼称を「営業所」から「店」に改訂[18]。
- 2006年10月3日 - 本社、富山店が改築竣工[19]。
- 2009年4月10日 - 総合営業支援システムDios導入[20]。
- 2012年4月1日 - 認定U-Car制度を導入[21]。
- 2015年
  - 8月18日 - グランジュエル富山今泉店を開設[22]。
  - 10月18日 - アドバンスシステム切替え[22]。
- 2021年8月24日 - 富山店がリニューアルオープン[23]。
- 2024年5月11日 - 魚津店を移転[24]。
- 2025年4月18日 - 現在の砺波店の店舗がオープン（初めて太陽光発電システムを導入〔太陽光パネル174枚設置〕）。2024年4月より老朽化していた旧店舗を取り壊し、建て替え工事中は仮店舗にて営業していた[25][26]。